# Pierre Bangoura
Pierre Bangoura (Conakry, 1938 – 7 agosto 2016) è stato un allenatore di calcio e calciatore guineano, di ruolo difensore. Era soprannominato Fory Pierre.
Era cognato di Jacob Bangoura, anch'egli calciatore.

## Carriera

### Nazionale
Con la nazionale olimpica ha partecipato al torneo olimpico disputatosi in Messico nel 1968, non superando la fase a gironi.
Ha inoltre partecipato con la sua nazionale alla Coppa delle nazioni africane 1970, non superando la fase a gironi.

### Allenatore
Nel 1988 ha allenato la nazionale della Guinea ed alcuni club locali. Veniva considerato una delle figure principali ed innovatrici del calcio guineano.

## Statistiche

### Cronologia presenze e reti in nazionale[2]
| Cronologia completa delle presenze e delle reti in nazionale ― Guinea | Cronologia completa delle presenze e delle reti in nazionale ― Guinea | Cronologia completa delle presenze e delle reti in nazionale ― Guinea | Cronologia completa delle presenze e delle reti in nazionale ― Guinea | Cronologia completa delle presenze e delle reti in nazionale ― Guinea | Cronologia completa delle presenze e delle reti in nazionale ― Guinea | Cronologia completa delle presenze e delle reti in nazionale ― Guinea | Cronologia completa delle presenze e delle reti in nazionale ― Guinea |
| Data                                                                  | Città                                                                 | In casa                                                               | Risultato                                                             | Ospiti                                                                | Competizione                                                          | Reti                                                                  | Note                                                                  |
| --------------------------------------------------------------------- | --------------------------------------------------------------------- | --------------------------------------------------------------------- | --------------------------------------------------------------------- | --------------------------------------------------------------------- | --------------------------------------------------------------------- | --------------------------------------------------------------------- | --------------------------------------------------------------------- |
| 7-2-1970                                                              | Wad Madani                                                            | Egitto                                                                | 4 – 1                                                                 | Guinea                                                                | Coppa d'Africa 1970 - 1º turno                                        | -                                                                     | Cap.                                                                  |
| Totale                                                                |                                                                       | Presenze                                                              | 1                                                                     |                                                                       | Reti                                                                  | 0                                                                     |                                                                       |